# Метаботропні глутаматні рецептори

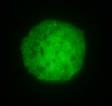
Флуоресцентна мікрофотографія клітини, що експресує mGluR1, мічений зеленим флуоресцентним білком

Метаботропні глутаматні рецептори — це G-білок-спряжені рецептори, лігандом яких є глутамат, найважливіший збуджувальний нейромедіатор центральної нервової системи.
Глутаматні рецептори представлені рецепторами mGluRs, які за особливостями сигнальних шляхів, ініційованих ними, поділяються на три групи .
І група представлена рецепторами mGluR1 й mGluR5. Вони передають сигнал на Gq-білок і, як наслідок, спричиняють активацію фосфоліпази С і подальшу реалізацію фосфоінозитидного (інозитолфосфатного) каскаду.
До II групи належать рецептори mGluR2 й mGluR3. Вони активують Gs-білок і, як наслідок, інгібують аденілатциклазу й утворення вторинного посередника цАМФ.
Рецептори III групи — mGluR4 та mGluR6 — mGluR8, активують Gi-білок, який здійснює інгібувальні впливи на аденілатциклазу й на синтез цАМФ. Деякі з цих рецепторів додатково поділяються на підтипи (напр, mGluR7a і mGluR7b).
Хімічна сполука аміно-1,3-дикарбоксициклопентан (amino-1,3-dicarboxycyclopentane, ACPD) є агоністом глутамату, що сполучається із mGluRs, але не активує іонотропні рецептори до глутамату. Загалом метаботропні глутаматні рецептори виявлені на мембранах пре- і постсинаптичних нейронів центральної й периферійної нервової системи, де здійснюють повільні впливи і залучаються у процеси навчання, пам'яті, больові відчуття, пресинаптичне інгібування нейротрансмісії .